# La Motte-Feuilly
La Motte-Feuilly is een gemeente in het Franse departement Indre (regio Centre-Val de Loire) en telt 33 inwoners (2009). De plaats maakt deel uit van het arrondissement La Châtre.

## Geografie
De oppervlakte van La Motte-Feuilly bedraagt 5,5 km², de bevolkingsdichtheid is dus 6 inwoners per km².
De onderstaande kaart toont de ligging van La Motte-Feuilly met de belangrijkste infrastructuur en aangrenzende gemeenten.

## Demografie
Onderstaande figuur toont het verloop van het inwonertal (bron: INSEE-tellingen).